# Außer sich
Außer sich ist das 2017 bei Suhrkamp erschienene Romandebüt von Sasha Marianna Salzmann. Es erzählt die vier Generationen umspannende Familiengeschichte einer jüdischen Familie aus dem post-sowjetischen Russland und ihrer Migration nach Deutschland in den 1990er Jahren. Im Zentrum steht Ali, der seinen 2013 verschwundenen Zwillingsbruder Anton in Istanbul sucht und dabei zu seiner eigenen Identität als transgender findet. Zusammengesetzt aus Erzählungen und Erinnerungen seiner Familie versucht er, seine eigene Geschichte besser verstehen zu können. Durch die Verflechtung der Themen Migration, jüdischer und geschlechtlicher Identität steht der Roman inmitten zeitgenössischer Diskurse und wurde breit rezipiert. Der Roman wurde für den Deutschen Buchpreis nominiert und mehrfach ausgezeichnet.

## Inhalt

### Handlung

#### Eins
Ali kommt am Flughafen in Istanbul an und wird an die Flucht der Familie in ihrer Kindheit erinnert. Onkel Cemal, eigentlich der Onkel ihres Freundes Elyas, nimmt sie in Empfang und in seiner Wohnung auf. Ziel der Reise ist, ihren aus unbekannten Gründen verschwundenen Zwillingsbruder Anton in Istanbul wiederzufinden. Dieser hatte ihrer Familie zuvor eine wortlose Postkarte zukommen lassen. Eines Abends besucht Ali mit Cemals Freund Mustafa einen Club, in dem sie den Tänzer Katho kennenlernt. Die beiden gehen eine Beziehung ein und Katho offenbart, dass er transgender ist. Ali kann ihre eigene Identität nicht einordnen und beginnt darüber nachzudenken.
Eine Rückblende schildert die Zugfahrt von Moskau nach Berlin, auf der Alis Eltern Valentina und Kostja mit den Zwillingen und Valentinas Vater Daniil in den 1990er Jahren Russland verlassen. Bei ihrer Ankunft in Deutschland übergibt sich Ali wegen eines fettigen Hähnchens auf die Schuhe eines Sozialarbeiters, der sie abholt. Sie lernt auf diese Weise ihr erstes deutsches Wort, „Entschuldigung“. Valentina will ihre Mutter Emma und ihre Großeltern Schura und Etina nachholen, dies gelingt ihr aber erst Jahre später.
Schon in der Kindheit lehnt Ali die ihr aufgezwungenen Weiblichkeitsvorstellungen ab, sehr zum Missfallen ihrer Mutter. Ihre Kindheit in Deutschland ist von dem Druck geprägt, als Migranten und Kontingentflüchtlinge in der deutschen Leistungsgesellschaft standhalten zu können. Immer wieder wird die Familie von einem Asylantenheim in das nächste verwiesen, in denen nicht zumutbare Zustände herrschen und die keine Stabilität bieten. Ali und Anton sind in dieser Zeit buchstäblich unzertrennlich. Ihre russische und jüdische Herkunft macht die Zwillinge zu Angriffszielen anderer Kinder. Die gemeinsam durchlebte Gewalt schweißt die beiden noch enger zusammen. Ali orientiert sich äußerlich an Anton, sie trägt etwa dieselbe Kleidung und denselben Haarschnitt. Die Familie zieht in eine eigene Wohnung um. Auf dem verengten Raum nimmt die Beziehung der Zwillinge körperliche Züge an. Während Anton ein Leben außerhalb der Familienwohnung führt, wird inzwischen auch Ali auf dem verengten Raum Opfer der häuslichen Gewalt ihres Vaters. Schon als Jugendliche entwickelt Ali ein starkes politisches Bewusstsein für die strukturelle Ungerechtigkeit, die ihre Familie erfährt. Als Minderjährige zieht sie aus und schließt sich einer links-anarchistischen Gruppierung an. Ihre Frustration über die politische Lage in sowohl der zerfallenen Sowjetunion als auch in Deutschland entlädt sich in Konflikten mit Valentina.
In Istanbul assistiert Ali Katho das erste Mal bei der Zufuhr einer Testosteronspritze. Katho kam zunächst noch als Frau lebend aus Odessa nach Istanbul, um professionell zu tanzen. Er lernte die Sängerin Aglaja kennen und lieben, die ihm zu den ersten Testosteronspritzen verhilft. Beide überlebten 2013 Polizeigewalt bei einer Demonstration im Gezi-Park. Wie auch Katho hat Ali in der Zwischenzeit mit der Sexarbeit begonnen, um für ihren Lebensunterhalt aufzukommen. Ali erhält Besuch von Elyas, ihrem Mitbewohner aus Berlin. Er wollte den Grund für Alis Verschwinden herausfinden und sie zur Rückkehr überzeugen, jedoch kehrt Elyas allein nach Deutschland zurück. Elyas gegenüber bringt Ali das erste Mal die Frage auf, ob er sie auch als Mann sehen könnte. Er versteht ihre Frage nicht und ist frustriert, dass sie nicht mit im über ihre Rückkehr und die Suche nach Anton sprechen will. Als Katho kurz darauf einem transphoben Gewaltakt zum Opfer fällt, offenbart sich Ali Cemal als transgender und als Sexarbeiter. Ali nimmt den Namen Anton an, wird als Mann angeredet und beginnt Testosteron einzunehmen. Ab diesem Zeitpunkt wechseln seine Personalpronomen von sie/ihr zu er/ihm.
Anton/Ali kehrt nach Deutschland zurück und beschäftigt sich mit seiner Familiengeschichte mütterlicherseits. Zusammengesetzt aus Gesprächen mit seiner Mutter, den Großeltern und Schriften ihres Ur-Großvaters verfolgt Anton/Ali die Geschichte der Familie entlang des Zweiten Weltkrieges, des Zerfalls der Sowjetunion, erstarkendem Antisemitismus und Flucht. Antons/Alis Ur-Großeltern Schura und Etina waren zu sowjetischen Zeiten erfolgreiche Ärzte, die nach Ausbruch des Zweiten Weltkrieges um Anstellungen und ein gutes Leben für ihre Tochter Emma kämpfen mussten. Emma, die später Daniil heiratet und mit ihm ihre Tochter Valentina bekommt, kommt erst viel später nach Deutschland nach. Mit ihnen versucht Anton/Ali, seine Herkunftsgeschichte zu verstehen. Auch von seiner Mutter Valentina lässt sich Anton/Ali die Geschichte ihrer von häuslicher Gewalt geprägten Ehe mit Kostja und die traumatische Geburt der Zwillinge erzählen. Von der Migration nach Deutschland und der komplizierten Scheidung der Eltern erfährt Anton/Ali aus einer neuen Perspektive. Das Verhältnis von Mutter und Kind ist nach Antons/Alis Transition enger als zuvor. Kostja ist in der Zwischenzeit nach einem gescheiterten Versuch, nach Russland zurückzukehren, an einem vermeintlichen Suizid verstorben.

#### Zwei
Aus Antons Perspektive wird die Kindheit der Zwillinge in Deutschland nochmals erzählt. Die Erfahrungen mit antisemitischer Diskriminierung nehmen einen großen Teil seiner Erinnerungen ein. Auch sein jugendlicher Freiheitsdrang wird von der Situation zuhause überschattet. Der Aufbruch nach Istanbul geschieht nach einem inzestuösen Vorfall zwischen ihm und Ali. In Istanbul verdient sich Anton Unterkunft und Geld durch sexuelle Dienstleistungen. Auch Anton lernt Katho kennen, verliebt sich aber in dessen Freundin Aglaja. Aglaja ist Sängerin und Musikerin, die im selben Club wie Katho arbeitet. Das erste Mal sieht er sie schwer verletzt während der polizeilichen Räumung des Gezi-Parks, danach besucht er sie im Krankenhaus und sie lernen sich kennen. Anton will Aglaja heiraten und mit ihr eine Familie gründen, sie aber lehnt seinen Antrag ab. Nachdem sie sich über ihre jeweils traumatischen Familiengeschichten ausgetauscht haben, zerstört Anton in einem Wutanfall Aglajas Wohnung und verlässt sie.
Während eines Telefonats versucht Anton/Ali, seine Mutter zu einem Besuch in Istanbul zu überreden. Von Anton/Alis Stimmbruch und dessen weiterer Bedeutung ist Valentina wenig gestört, sie will nur ihr Kind zur Rückkehr nach Deutschland überzeugen. Antons/Alis Suche nach Anton verläuft weiterhin erfolglos und auch das Geld wird knapp. Katho hält Anton/Ali vor, erst durch ihn zu sich selbst gefunden zu haben und versteht nicht, warum Anton/Ali die Suche nach seinem Bruder nicht weiterführen will. Nach einem Streit mit Katho beschließt Anton/Ali doch, Istanbul inmitten des Putschversuches im Juli 2016 zu verlassen.

### Wichtige Figuren

#### Ali/Alissa/Anton
Anton/Ali ist das Kind von Valentina und Kostja und der Zwilling von Anton, der zu Beginn des Romans als Frau lebt und im Laufe des Geschehens transitioniert. Weitere Lesarten verstehen Anton/Ali als eine nicht-binäre Person. Abgesehen davon, dass er den Namen 'Anton' und ein männliches Erscheinungsbild annimmt, definiert sich Anton/Ali selbst weder als trans noch als nicht-binär. Sein erstes deutsches Wort ist „Entschuldigung“. Als Jugendlicher gerät Anton/Ali aufgrund von politischen Meinungsverschiedenheiten oft mit seiner Mutter Valentina aneinander. Die ihm auferlegten Weiblichkeitsvorstellungen lehnte er vehement ab und orientierte sich äußerlich schon immer an Anton. Zeitweise schloss er sich einer links-anarchistischen Gruppierung an. Als junger Erwachsener bricht er ein Mathematikstudium ab, da er mehr Zeit beim Boxtraining als auf der Uni verbringt. Zu dieser Zeit wohnt er mit Elyas in Berlin. Als Anton nach einem inzestuösen Vorfall nach Istanbul verschwindet, folgt Anton/Ali ihm und findet auf dieser Reise mehr zu sich selbst und seiner Familie als zu seinem Bruder.

#### Anton
Anton ist Anton/Alis Zwillingsbruder. Während ihrer Kindheit waren er und Ali unzertrennlich, nach der Immigration nach Deutschland nimmt diese Beziehung auch körperlichere bis schließlich inzestuöse Züge an. Als Kind und Jugendlicher wird Anton oft von gleichaltrigen antisemitisch und homophob angefeindet, was er nicht einordnen kann. Nach der Scheidung seiner Eltern zieht er wieder bei seiner Mutter Valentina ein. Nach einer inzestuösen Begegnung mit Ali in Berlin bricht er planlos nach Istanbul auf, das Reiseziel bestimmte er anhand dessen, wie weit ihn sein Geld bringen wird. In Istanbul hat er sowohl Partner, als auch Partnerinnen. Er erlebt den Anschlag im Gezi-Park, durch den er Aglaja kennenlernt. Anfangs toleriert er ihre Tätigkeit als Sexarbeiterin, letzendes überwiegt aber seine Eifersucht und er will sie stattdessen heiraten und sich mit ihr niederlassen. Aglaja lehnt seinen Antrag ab. Nach der Trennung zertrümmert er ihre Wohnung und verschwindet erneut ins Ungewisse.

#### Valentina
Valentina, auch Valja genannt, ist die Tochter von Daniil und Emma, Etinas und Schuras Tochter. Eigensinnig entschließt sich Valentina als junge Frau, ihren Freund Ivan zu heiraten. Als dieser sie schlägt, verhilft ihre Großmutter Etina ihr zu einer schnellen Scheidung. Bald darauf wird Valentina Kostja vorgestellt, den nun ihre Eltern für sie ausgesucht haben. Noch vor der Hochzeit ist Valentina schwanger und zieht bei Konstantin und seinen Eltern in die Chruschtschowka, eine Plattenbausiedlung. Ihr Fleiß im Medizinstudium, wegen dem sie häufig bis zu später Stunde der Wohnung fernbleibt, sorgen für Spannungen zwischen ihr und ihrer Schwiegermutter. Für Kostja Alkoholismus und häusliche Gewalt ihr gegenüber wird sie von ihrer Schwiegermutter verantwortlich gemacht. In Anton/Alis Jugend ist sie besorgt und verärgert darüber, dass dieser sich nicht geschlechterkonform verhält und kleidet. Auch Anton/Alis Wut über die politische Lage in Deutschland kann sie nicht verstehen, was Distanz zwischen den beiden schafft. Als die Zwillinge erwachsen sind, reicht Valentina die Scheidung ein. Der Prozess wird ihr von Konstantin erschwert, Anton unterstützt sie in dieser Zeit und zieht wieder bei ihr ein. Nach Anton/Alis Transition und Rückkehr aus Istanbul ist das Verhältnis der beiden inniger.

#### Kostja
Kostja, eigentlich Konstantin, ist der Vater von Anton/Ali und Anton und der (ehemalige) Ehemann von Valentina. Sein ursprünglicher Wunsch, Musiker zu werden, wurde ihm von seinen Eltern verwehrt. Aufgrund der gemeinsamen jüdischen Abstammung wird er mit Valentina verheiratet, obwohl er eigentlich die Nachbarstochter heiraten wollte. Früh in der Ehe entwickelt Kostja eine Alkoholsucht, von der er sich sein Leben lang nicht mehr erholen wird. Erst Valentina und später auch Ali gegenüber ist er gewalttätig. Nach der Scheidung von Valentina versucht er, nach Russland zurückzukehren und einen neuen Lebensabschnitt mit seiner neuen Partnerin Vika zu beginnen, aber der Plan scheitert. Auf einer Party stürzt er sich betrunken aus einem Fenster, nachdem er zuvor Anton/Ali telefonisch die Schuld an seinem zerbrochenen Leben gegeben hatte.

#### Etina
Etina, auch Etja oder Etinka, ist die in Erzählungen mythologisierte Urgroßmutter von Anton/Ali und Großmutter von Valentina. Während ihres Medizinstudiums in Odessa führt sie die Bestenliste unangefochten an, sehr zum Ärger ihres späteren Ehemannes Schura. Wie auch er stammt sie aus einer jüdischen Familie. Obwohl sie als begabter als ihr Mann gilt, erhält er stets höhere berufliche Ränge. Kurz vor Ausbruch des Zweiten Weltkrieges heiraten sie und Schura, ihre Tochter Emma wird bald darauf geboren. Aufgrund ihres sagenhaften Talents ist sie selbst während antisemitischer Verordnungen in einem Kinderkrankenhaus unabkömmlich. Nach dem Umzug nach Czernowitz promoviert auch sie, bleibt aber als Ärztin tätig. Ihr wird die Leitung des Sanatoriums für an Tuberkulose erkrankte Kinder übertragen. Auch wenn ihr Verhältnis zu ihrer Tochter nicht sehr eng ist, sind ihre Bindungen zu ihrer Enkelin Valentina und ihrem Ur-Enkel Anton/Ali innig. Zu einem unbestimmten Zeitpunkt folgen sie, Schura und Emma dem Rest der Familie nach Deutschland.

#### Schura
Schura, eigentlich Alexander und manchmal Sascha, ist der in Erzählungen mythologisierte Mann von Etina. Vor seinem Medizinstudium machte er eine Lehre zum Tischler und wollte Schauspieler werden. Während es Zweiten Weltkrieges leitet er das Evakuierungshospital in Odessa. Nach Kriegsende beginnt er eine kurze politische Karriere im Gesundheitsministerium. Die Familie übersiedelt nach Czernowitz. Im Jahr 1953 wird er aufgrund der antisemitischen Diskriminierung entlassen. Daraufhin wendet er sich der Wissenschaft zu, er promoviert und macht Medizinische Erfindungen. Er wird dafür ausgezeichnet und berühmt, Porträts werden im zu Ehren angefertigt. Im Alter verfasste er seine Memoiren, bevor er im Alter von 100 Jahren verstirbt.

#### Katho
Katho ist ein Tänzer und Sexarbeiter, den Ali in einem Istanbuler Club kennenlernt und mit dem er eine Beziehung eingeht. Er wurde unter dem Namen Katharina in Odessa geboren und ging ohne familiäre Unterstützung nach Istanbul. Durch seine Beziehung zu Aglaja gelangt er an Testosteronspritzen, mit denen er seine Transition einleitet. Anton begegnet er beim Anschlag im Gezi-Park und einige Male danach, als dieser mit Aglaja zusammenkommt. Ob er ihn später als Anton/Alis gesuchten Bruder erkennt, ist unklar. Katho kann nicht verstehen, warum Anton/Ali nicht weiter nach Anton suchen will und fühlt sich von ihm verraten, da er ihn maßgeblich bei seiner Identitätssuche begleitet hat.

### Motive

#### Migration und Jüdische Identität
An der Idee einer 'Muttersprache' verhandelt der Roman die Unmöglichkeit einer eindeutigen Bestimmung von Herkunft und Heimat. Die 'Muttersprache' sei kein Ausdruck von Authentizität, sondern Ausdruck einer Weltanschauung, die sich selbst durch die Verwendung der gesprochenen Sprache erschafft. Ali kann seine eigene Geschichte erst erzählen, indem er sich die Überlieferungen seiner Verwandten zusammensetzt, was auch Uneindeutigkeiten einschließt.
Anhand des Romans wird außerdem das literarische Label 'post-migrantisch' im deutschsprachigen Raum debattiert. Zahlreiche zeitgenössische Romane, die von jüdischem Leben in Deutschland handeln, werden ohne den post-sowjetischen migrantischen Hintergrund der verfassenden Schriftsteller diskutiert. In einem Einwanderungsland wie Deutschland verzerrt dies entsprechende Diskurse. In Außer sich steht das Thema jüdischer Identität in einem intersektionalen Bezug zu Migration und Queerness, Überschneidungen dieser Bereiche werden also berücksichtigt.

#### Geschlechtliche Identität
Einige Lesarten verstehen Anton/Ali als eine trans Person, da er durch die Einnahme von Testosteron eine physische Transition zu einem Mann unternimmt, sowie mit er/ihn Pronomen beschrieben wird. Dies wird von niemandem in seinem Umfeld negativ bemerkt und auch von Ali selbst nie ausformuliert. Andere Lesarten des Romans deuten Anton/Ali als eine nicht-binäre Person. Dabei wird argumentiert, dass Anton/Ali sein ganzes Leben lang im 'Dazwischensein' verbracht hat: In der Kindheit tauschte er Kleidung mit Anton und band seine Brüste ab, verweigerte jedoch die spezifische Benennung als 'männlich' oder 'weiblich'. Der formale Aspekt der Mehrsprachigkeit (siehe Form) illustriert dies am Beispiel des russischen ja, das auf Deutsch Ich bedeutet. Die sprachliche Mehrdeutigkeit, durch welche die eigene Benennung als ein Ich immer auch eine Bejahung ist, beschreibt die instabile Eindeutigkeit in Identitätsfragen als positiv. Ali beschreibt sich mehrmals als körperlich außer sich, die Festgeschriebenheit auf einen Körper wird so aufgelöst und unterlaufen.
Das 'Ich' ist eine Konstellation aus dem Versuch, eine familiäre Herkunftsgeschichte zu formen, und der Aneignung von Anton. Diese Narration eines 'Ich' kann nur jenseits von zweiteiligen Kategorien existieren. Die Verwendung der unzuverlässigen Ich-Perspektive ist Ausdruck dieser Pluralität.

## Form
Die Handlung setzt sich aus Erzählungen, Mythologisierungen und Erinnerungen zusammen. Diese werden oft auch nicht von den jeweiligen Protagonisten selbst erzählt, sondern aus zweiter oder sogar dritter Hand, immer jedoch durch die Perspektive von Anton/Ali oder Anton. Die Zeitstruktur verläuft nicht linear zum Geschehen, sondern wird durch den häufigen Perspektivwechsel immer wieder durchbrochen. Mehrere Kapiteltitel beziehen sich zudem auf zeitliche Abläufe, mit Ausnahme des Datums des Putschversuches am 15. Juli 2016 beziehen sich diese jedoch auf erlebte Zeit anstatt auf Chronologie. Anton/Alis Erzählperspektive ist unzuverlässig, da seine Erinnerungen ihm immer wider entfallen oder nur bruchhaft vorhanden sind. Auch die Möglichkeit, dass die beiden aus Antons Perspektive erzählten Kapitel Erfindungen von Ali sind, besteht.
Außer sich ist eine Dekonstruktion des Familienromans, da der Versuch einer zuverlässigen Herkunftsgeschichte scheitert. Auch wenn deutsch die Originalsprache des Textes ist, werden russische oder anderssprachige Ausdrücke nicht durchgehend übersetzt. Dies illustriert die Unmöglichkeit, eine eindeutige Geschichte der Figuren in Worten erzählen zu können. Außerdem können Teile der Leserschaft, die entsprechende Sprachen nicht beherrschen, die Desorientierung der Protagonisten nachempfinden.

## Rezeption
Der Roman wurde bei Erscheinen überwiegend positiv rezipiert. Hervorgehoben wurde oftmals die Erzählform, die herkömmliche Interpretationen eines „'Großvater erzählt'-Duktus“ subvertiert. Mit Verweisen auf Salzmanns dramatische und dramaturgische Arbeit wird auch die sprachliche Ausdruckskraft und inhaltliche Ambivalenz gelobt. Auch wenn zeitgenössische Diskurse in den Roman einfließen, wolle dieser keine konkreten Fragen und Antworten verhandeln, keine Erwartungen erfüllen. Der Roman überzeugt durch sein außerordentliches sprachliches Ausdrucksvermögen.

### Auszeichnungen
Der Roman gewann den Preis der Jürgen Ponto-Stiftung und den Mara-Cassens-Preis 2017. Im selben Jahr stand er auf der Shortlist des Deutschen Buchpreises und des „aspekte“-Literaturpreises des ZDF. Nominiert war er außerdem für den Premio Strega Europe 2019.

### Theateradaption
Die Premiere der Theateradaption am Gorki Theater in Berlin fand am 12. Oktober 2018 statt. Regie führte Sebastian Nübling. Auch die Adaption wurde überwiegend positiv rezensiert; sie bringe die fragmentarische Erzählung des Romans erfolgreich auf die Bühne, ohne jedoch einen klaren Fokus zu setzen. Diese Umsetzung mache den Stoff jedoch auch schwer fassbar. Im Tagesspiegel wurden von der Rezensentin Christine Wahl insbesondere die Schauspielleistungen gelobt.

### Textausgaben
- Sasha Marianna Salzmann: Außer sich. Suhrkamp Verlag, Berlin 2017, ISBN 978-3-518-42762-0.[16]
  - Taschenbuchausgabe: Suhrkamp Taschenbuch Verlag, Berlin 2018, ISBN 978-3-518-46926-2.[16]

### Übersetzungen
- bulgarische Übersetzung von Borislav Petranov: Izvăn sebe si. Black Flamingo, Sofia 2020, ISBN 978-619-7362-73-2.
- dänische Übersetzung von Jacob Jonia: Ude af sig selv. People's Press, Kopenhagen 2019, ISBN 978-87-7200-325-2.
- englische Übersetzung von Imogen Taylor: Beside Myself. Text Publishing, Melbourne (Australien) 2019, ISBN 978-1-91123-125-7.
  - US-amerikanische Ausgabe: Other Press, New York 2020, ISBN 978-1-892746-44-3.
  - Hörbuch: gesprochen von Julia Farhat, Blackstone, 2020, ISBN 978-1-0940-9018-4.
- französische Übersetzung von Claire de Oliveira: Hors de soi. Bernard Grasset, Paris 2019, ISBN 978-2-246-81534-1.
- hebräische Übersetzung von Yosefyah Simon: Lo raḥoḳ me-ʿatsmekh. Matar, Tel Aviv 2018.
- italienische Übersetzung von Fabio Cremonesi: Fuori di sé. Marsilio, Venedig 2019, ISBN 978-88-297-0022-6.
- neugriechische Übersetzung von Giōta Lagudaku: Prōtē ekdosē stēn ellēnikē glōssa. Ekdoseis Patakē, Athen 2021, ISBN 978-960-16-8746-9.
- niederländische Übersetzung von Goverdien Hauth-Grubben: Buiten mezelf. Uitgeverij Atlas Contact, Amsterdam 2018, ISBN 978-90-254-5165-3.
- polnische Übersetzung von Agnieszka Walczy: Poza siebie. Prószyński i S-ka, Warschau 2018, ISBN 978-83-8123-331-6.
- portugiesische Übersetzung von Paulo Rêgo: Fora de si. D. Quixote, Alfragide 2017, ISBN 978-972-20-6515-3.
- schwedische Übersetzung von Jesper Festin: Utom sig. Weyler, Stockholm 2019, ISBN  978-91-7681-159-7.
- spanische Übersetzung von Maria Bosom: Fuera de sí. Més Llibres, Barcelona 2019, ISBN 978-84-17353-07-0.
  - Taschenbuchausgabe: Seix Barral, Barcelona 2020, ISBN 978-84-322-3611-2.
- ungarische Übersetzung von Lengyel Gábor: Magunkon kívül. Fekete Sas Kiadó, Budapest 2019, ISBN 978-615-5568-82-4